# هنري جاكوبس
هنري جاكوبس (بالإنجليزية: Henry Jacobs)‏ هو ترفيهي ومهندس الصوت ومنتج أفلام أمريكي، ولد في 9 أكتوبر 1924، وتوفي في 3 أكتوبر 2015.

## وصلات خارجية
- هنري جاكوبس على موقع IMDb (الإنجليزية)
- هنري جاكوبس على موقع ميوزك برينز (الإنجليزية)
- هنري جاكوبس على موقع ديسكوغز (الإنجليزية)